# The Amateur
The Amateur (bra: Operação Vingança; prt: O Amador) é um filme de suspense americano, dirigido por James Hawes e escrito por Ken Nolan e Gary Spinelli. Ele é baseado no romance de Robert Littell de 1981 e estrelado por Rami Malek, Rachel Brosnahan,Caitríona Balfe, Jon Bernthal, Michael Stuhlbarg, Holt McCallany, Julianne Nicholson, Adrian Martinez, Danny Sapani e Laurence Fishburne.
O filme foi distribuído nos Estados Unidos pela Walt Disney Studios Motion Pictures através da 20th Century Studios em 11 de abril de 2025.

## Premissa
Depois que Charles Heller, um criptógrafo da CIA, perde sua esposa em um ataque terrorista em Londres, ele percebe que seus chefes não agirão devido a prioridades internas conflitantes. Depois de chantagear a agência para treiná-lo como um agente de campo, ele embarca em uma missão individual para caçar os assassinos de sua esposa.

## Elenco
- Rami Malek como Charles Heller[8]
- Laurence Fishburne como Robert "Hendo" Henderson[9]
- Rachel Brosnahan como Sarah Heller[9]
- Caitriona Balfe como Inquiline / Davies[9]
- Jon Bernthal como Jackson "The Bear" O'Brien
- Michael Stuhlbarg como Horst Schiller
- Holt McCallany como Diretor Adjunto Moore[10]
- Julianne Nicholson como Diretora Samantha O'Brien[10]
- Adrian Martinez como Carlos[11]
- Danny Sapani como Caleb Horowitz
- Takehiro Hira como O Professor[12]

## Produção
O desenvolvimento de uma nova adaptação do romance de Robert Littell foi anunciado pela primeira vez em novembro de 2006, com Hugh Jackman como protagonista e Evan Katz escrevendo o roteiro. Em fevereiro de 2023, foi anunciado que Hutch Parker e Dan Wilson estavam produzindo o projeto para a 20th Century Studios, com James Hawes como diretor e Rami Malek no papel principal. Malek também foi listado como produtor executivo do projeto. Em maio, Rachel Brosnahan, Caitriona Balfe, Adrian Martinez, Laurence Fishburne, Holt McCallany e Julianne Nicholson foram adicionados ao elenco.
A fotografia principal começou em Londres em junho de 2023. Os locais de filmagem estavam programados para o sudeste da Inglaterra, bem como para a França e a Turquia. As filmagens foram suspensas em julho devido à greve da SAG-AFTRA de 2023. As filmagens foram retomadas em dezembro de 2023. Mais tarde, foi confirmado que Takehiro Hira também estava no elenco. Em outubro de 2024, foi determinado pelo Writers Guild of America que Ken Nolan e Gary Spinelli receberiam crédito de roteiro, enquanto Katz, Scott Z. Burns, Stephen Chin, Scott Frank, James Hawes, Robert Littell, Diana Maddox e Patrick Ness contribuíram com material literário adicional.

## Lançamento
O filme foi lançado nos EUA em 11 de abril de 2025, após ter sido previamente agendado para 8 de novembro de 2024.